# Carlos Bernegger
Carlos Bernegger (* 9. März 1969 in Bell Ville, Argentinien) ist ein argentinisch-schweizerischer Fussballtrainer und ehemaliger Fussballspieler.

## Sportliche Karriere
Geboren wurde Bernegger, der mit vollen Namen eigentlich Juan-Carlos Bernegger heisst, in der argentinischen Kleinstadt Bell Ville im Herzen Argentiniens. Dort begann er zunächst seine Fussballkarriere, bevor er Anfangs der 1990er-Jahre in die Schweiz zum FC Winterthur wechselte. Dort verletzte er sich jedoch bereits im fünften Spiel gegen den FC Wettingen sein Kreuzband, Meniskus und Aussenband und schaffte in der Folge das Comeback nicht mehr.
Als Trainer sammelte er danach in Winterthur auch seine ersten Erfahrungen als Trainer, 1995/96 war er kurze Zeit Trainer der 1. Mannschaft – um danach wieder die U18 des Vereins zu trainieren. 1999 wechselte er wegen der Liebe für ein Jahr zurück nach Argentinien und trainierte den dortigen Fussballverein von Bell Ville. Dort konnte er, mit Spitznamen «El alemán» genannt, jedoch aufgrund seines strengen Trainingsstil nicht Fuss fassen und wechselte im Jahr 2000 zum Grasshopper Club Zürich als Nachwuchskoordinator. In den Folgejahren war er 2003 Co-Trainer und einige Male Interimstrainer (2003, 2004, 2007). Zudem war er von 2005 bis 2008 Trainer der zweiten Mannschaften.
Im Jahr 2008 wechselte Bernegger zum FC Basel, für den er ebenfalls als Nachwuchskoordinator tätig war. Vom Oktober 2011 bis zum April 2013 war er Trainer der U-21-Abteilung.
Im April 2013 debütierte Bernegger als Chefcoach in der höchsten Schweizer Liga mit dem FC Luzern. Am 6. Oktober 2014 trennte sich der Verein von Bernegger. Von März bis Ende August 2017 trainierte er den Grasshopper Club Zürich. Nach fünf Spielen und nur einem Sieg zu Beginn der Saison 2017/18 wurde er freigestellt. Seit August 2018 war Bernegger Co-Trainer unter Marcel Koller beim FC Basel. Mitte Oktober 2020 übernahm er das Traineramt beim Schweizer Zweitligisten FC Thun.